# یانگ ۲۱۶۵

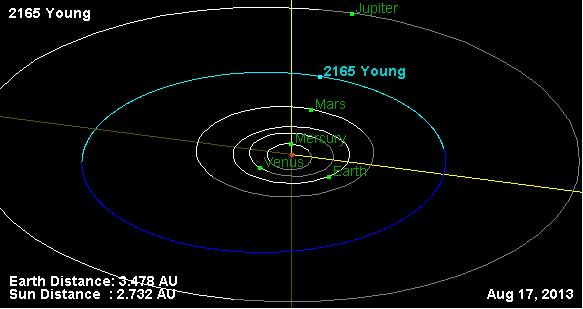
نمایی از محل قرارگیری سیارک یانگ ۲۱۶۵ در مدار – ۲۰۱۳

سیارک ۲۱۶۵ (به انگلیسی: 2165 Young، نامگذاری:1956RJ) دو هزار و صد و شصت و پنجمین سیارک کشف شده‌است که در ۷ سپتامبر ۱۹۵۶ کشف شد.
قدر مطلق سیارک برابر ۱۱٫۰۰ است.